# Varanus bitatawa
Espèce
Statut CITES
Varanus bitatawa est une espèce de sauriens de la famille des Varanidae.

## Répartition
Cette espèce est endémique des Philippines, elle vit dans les vallées de la Sierra Madre au Nord-Est de l'île de Luçon, dans les provinces d'Aurora et d'Isabela.

## Habitat
Il vit dans des forêts de Pandanus, de Ficus et de Canarium dont il mange les fruits.

## Description
Varanus bitatawa est d'un noir profond tacheté de jaune. Adulte, il peut atteindre 2 m de long, queue comprise.
Les mâles ont un double pénis, appelé hémipénis, également présent chez d'autres reptiles. Les deux pénis sont souvent utilisés en alternance, et possèdent parfois des épines ou des crochets qui servent à attacher le mâle à la femelle pendant l'accouplement.

## Taxinomie
Après la découverte d'un mâle en juin 2009, il a été identifié comme une nouvelle espèce en avril 2010 par des biologistes de l'Université du Kansas. Des analyses de son ADN ont révélé une grande divergence génétique entre cette espèce et son plus proche parent Varanus olivaceus, qui se nourrit aussi de fruits, mais qui vit à l'extrémité Sud de l'île de Luçon, tandis que Varanus bitatawa vit à l'extrémité Nord.

## Étymologie
Les autochtones de l'île de Luçon le connaissaient sous le nom de bitatawa.

## Conservation
Il semble menacé car il vit dans une zone peuplée et intensément déforestée.

## Publication originale
- Welton, Siler, Bennett, Diesmos, Ruya, Dugay, Rico, Van Weerd & Brown, 2010 : A spectacular new Philippine monitor lizard reveals a hidden biogeographic boundary and a novel flagship species for conservation. Biology letters, (texte intégral).